# Grzebacze (plemię ssaków)
Grzebacze (Scalopini) – plemię ssaków z podrodziny grzebaczy (Scalopinae) w obrębie rodziny kretowatych (Talpidae).

## Zasięg występowania
Plemię obejmuje gatunki występujące w Ameryce Północnej i Azji.

## Systematyka
Do plemienia należą następujące występujące współcześnie rodzaje:
- Scapanulus O. Thomas, 1912 – kretniczek – jedynym żyjącym współcześnie przedstawicielem jest Scapanulus oweni O. Thomas, 1912 – kretniczek chiński
- Alpiscaptulus Chen Zhongzheng & Jiang Xuelong, 2021 – jedynym przedstawicielem jest Alpiscaptulus medogensis Jiang Zhongzheng & Chen Xuelong, 2021
- Parascalops F.W. True, 1894 – kopacz – jedynym żyjącym współcześnie przedstawicielem jest Parascalops breweri (Bachman, 1842) – kopacz szczotkoogonowy
- Scapanus Pomel, 1848 – kretnik
- Scalopus É. Geoffroy Saint-Hilaire, 1803 – grzebacz – jedynym żyjącym współcześnie przedstawicielem jest Scalopus aquaticus (Linnaeus, 1758) – grzebacz wschodnioamerykański.

Opisano również rodzaje wymarłe:
- Domninoides Green, 1956[15]
- Hugueneya van den Hoek Ostende, 1989[16] – jedynym przedstawicielem był Hugueneya primitiva (Hutchison, 1974)
- Leptoscaptor Ziegler, 2003[17]
- Mioscalops R.W. Wilson, 1986[18]
- Proscapanus Gaillard, 1899[19]
- Scapanoscapter Hutchison, 1968[20] – jedynym przedstawicielem był Scapanoscapter simplicidens Hutchison, 1968
- Yanshuella Storch & Qiu Zhuding, 1983[21]
- Yunoscaptor Storch & Qiu Zhuding, 1991[22] – jedynym przedstawicielem był Yunoscaptor scalprum Storch & Qiu Zhuding, 1991